# Communauté de communes Cœur de Maurienne Arvan
Die Communauté de communes Cœur de Maurienne Arvan ist ein französischer Gemeindeverband mit der Rechtsform einer Communauté de communes im Département Savoie in der Region Auvergne-Rhône-Alpes. Sie wurde am 8. Dezember 2016 gegründet und umfasst aktuell 14 Gemeinden. Der Sitz der Verwaltung befindet sich im Ort Saint-Jean-de-Maurienne.

## Gründung
Der Gemeindeverband entstand mit Wirkung vom 1. Januar 2017 durch die Fusion der Vorgängerorganisationen
Communauté de communes Cœur de Maurienne und Communauté de communes de l’Arvan.

## Historische Entwicklung
Mit Wirkung vom 1. Januar 2019 gingen die ehemaligen Gemeinden Hermillon, Le Châtel und Pontamafrey-Montpascal in die Commune nouvelle La Tour-en-Maurienne auf. Dadurch verringerte sich die Anzahl der Mitgliedsgemeinden auf 14.

## Mitgliedsgemeinden
| Gemeinde                                       | Einwohner 1. Januar 2022 | Fläche km² | Dichte Einw./km² | Code INSEE | Postleitzahl |
| ---------------------------------------------- | ------------------------ | ---------- | ---------------- | ---------- | ------------ |
| Albiez-le-Jeune                                | 141                      | 12,45      | 11               | 73012      | 73300        |
| Albiez-Montrond                                | 366                      | 48,58      | 8                | 73013      | 73300        |
| Fontcouverte-la-Toussuire                      | 482                      | 21,52      | 22               | 73116      | 73300        |
| Jarrier                                        | 502                      | 17,79      | 28               | 73138      | 73300        |
| La Tour-en-Maurienne                           | 1.091                    | 40,96      | 27               | 73135      | 73300        |
| Montricher-Albanne                             | 477                      | 27,99      | 17               | 73173      | 73870        |
| Montvernier                                    | 237                      | 6,68       | 35               | 73177      | 73300        |
| Saint-Jean-d’Arves                             | 271                      | 75,60      | 4                | 73242      | 73530        |
| Saint-Jean-de-Maurienne                        | 7.524                    | 11,51      | 654              | 73248      | 73300        |
| Saint-Julien-Mont-Denis                        | 1.510                    | 33,04      | 46               | 73250      | 73870        |
| Saint-Pancrace                                 | 305                      | 5,59       | 55               | 73267      | 73300        |
| Saint-Sorlin-d’Arves                           | 347                      | 39,00      | 9                | 73280      | 73530        |
| Villarembert                                   | 245                      | 9,58       | 26               | 73318      | 73300        |
| Villargondran                                  | 804                      | 6,12       | 131              | 73320      | 73300        |
| Communauté de communes Cœur de Maurienne Arvan | 14.302                   | 356,41     | 40               | –          | –            |